# Unia kalmarska

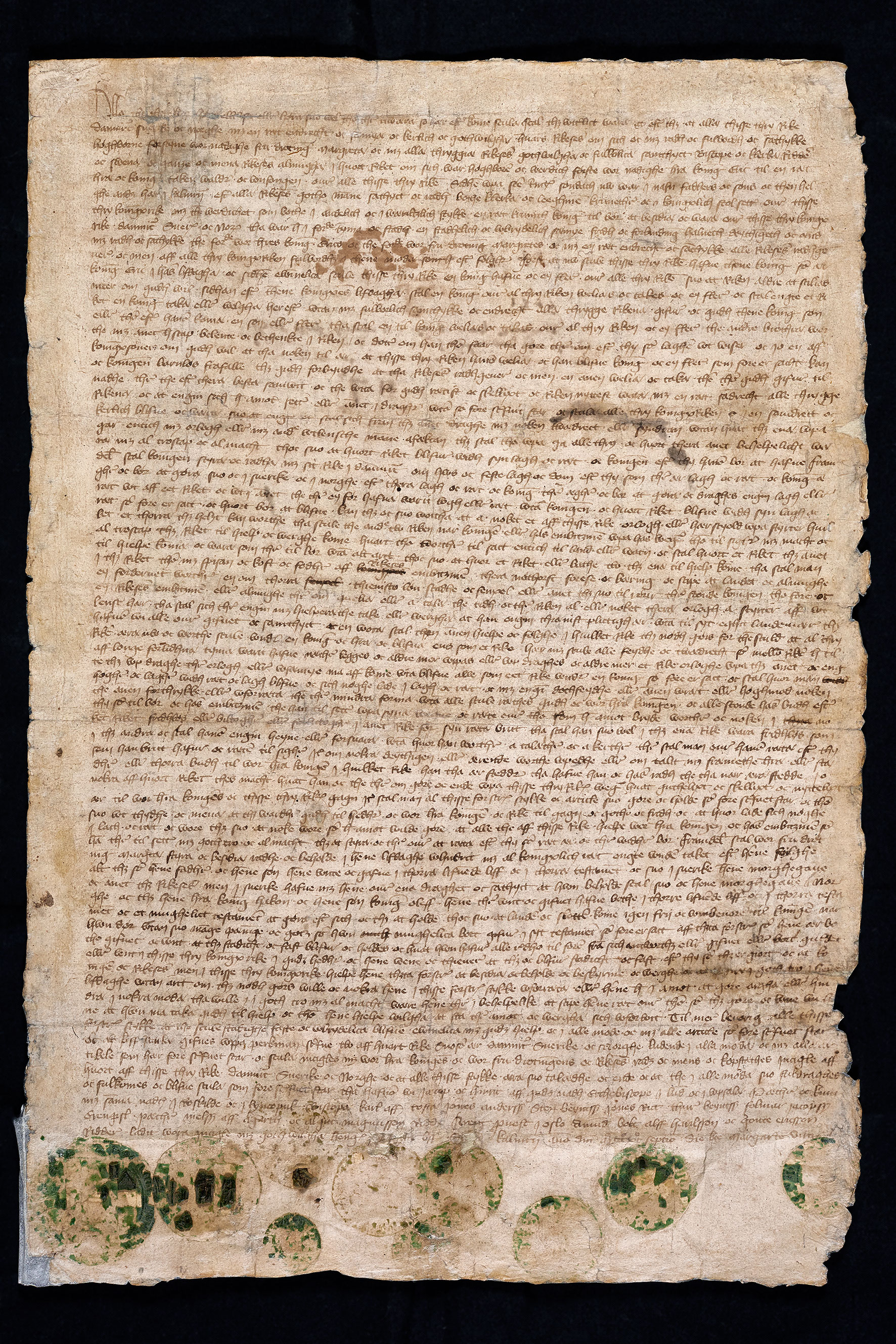
List unijny (duń. unionsbrevet) z 13 lub 20 lipca 1397

Unia kalmarska (duń., szw., norw. Kalmarunionen) – unia personalna zawarta latem 1397 na zamku w Kalmarze pomiędzy Danią, Szwecją i Norwegią.

## Zawarcie unii
Związek powstały w wyniku zabiegów politycznych królowej Danii Małgorzaty I jednoczył trzy królestwa pod berłem jednego monarchy. Unia została zawarta w Kalmarze na terenie Szwecji, w pobliżu ówczesnej granicy z Danią. Państwa skupione w unii wybierały wspólnego władcę. Pierwszym królem unijnych państw został wybrany wcześniej na króla Norwegii (1389), Danii (w styczniu 1396) i Szwecji (23 lipca 1396), Eryk Pomorski. 17 czerwca 1397 Eryk został koronowany na króla Danii i Szwecji. Koronacja Eryka Pomorskiego na króla Norwegii odbyła się w Oslo w okresie Świąt Wielkanocnych 1392. Wybór wspólnego władcy regulowały wystawione później dokumenty, tzw. list koronacyjny (duń. kroningsbrevet) oraz list unijny (duń. unionsbrevet). Ten drugi określał każdorazowo obowiązek wyboru wspólnego króla przez przedstawicieli wszystkich trzech królestw oraz prowadzenia wspólnej polityki zagranicznej. Jednak w przypadku posiadania przez króla potomka w linii męskiej, miał on zagwarantowane pierwszeństwo wyboru. List unijny podpisało 17 delegatów z zebranych w Kalmarze, co było zapowiedzią dążeń większości możnowładców do utrzymania luźnego związku między królestwami.
Państwa unijne zobowiązały się do wspólnego prowadzenia wojen. Formalnie zachowały niezależność, lecz decydująca rola przypadła Danii. Był to ówcześnie najpotężniejszy sojusz północnej Europy. Duńskie interesy kierowały się w stronę Niemiec. Częste wojny w Szlezwiku, Holsztynie, czy na Pomorzu nie były opłacalne dla Szwecji, która handlowała rudami żelaza z państwami południowymi. Jednocześnie urzędnicy duńscy w Szwecji, z dala od swojego kraju, uprawiali własną politykę, często nieprzyjazną wobec Szwedów. Szwecja zaczęła domagać się więc własnego rządu.

## Historia unii
Eryk Pomorski był władcą porywczym i autorytarnym, rządził kierując się głównie interesami Danii, a jego kosztowne wojny o Szlezwik doprowadziły do silnego niezadowolenia we wszystkich królestwach, zwłaszcza że król nie odniósł ostatecznego zwycięstwa nad Holsztynem. W końcu polityka Eryka doprowadziła do wybuchu w Szwecji powstania pod wodzą Engelbrekta Engelbrektssona. Ugoda z powstańcami doprowadziła do rewizji postanowień unii kalmarskiej, która odtąd miała być związkiem trzech suwerennych państw rządzonych przez własne rady na podstawie krajowego prawa.
Eryk złamał postanowienia ugody, co spowodowało, że rada szwedzka powołała Karola Knutssona Bonde na regenta królestwa. Wkrótce wybuchło także przeciwko królowi powstanie w Danii. W efekcie rady trzech królestw podjęły decyzje o detronizacji Eryka: w Danii i Szwecji w 1439 oraz w Norwegii w 1442 roku. Ponieważ Eryk pozostał bezdzietny, rada Królestwa Danii zwróciła się o przyjęcie korony królewskiej do księcia Palatynatu Krzysztofa Bawarskiego z dynastii Wittelsbachów, który był siostrzeńcem Eryka. Krzysztof zdołał pokonać zwolenników Eryka i kolejno koronować się na króla Danii (1440), Szwecji (1440) i Norwegii (1442).
Nowy król bardziej niż jego poprzednik dbał o równowagę między królestwami, co wzmocniło związki między nimi. Jednak unia została zerwana po śmierci Krzysztofa, gdy w 1448 Szwecja, a w 1449 Norwegia, wybrały na króla Karola VIII, a w Danii wybrano królem Chrystiana I Oldenburga. Chrystian zdołał zdobyć wkrótce Norwegię (1450), jednak o tron szwedzki walki toczyły się ze zmiennym szczęściem i z przerwami przez ponad 70 lat. Królowie duńscy tylko na krótko przywracali w tym czasie swą realną władzę nad Szwecją: w latach 1457–1464 rządził tam Chrystian I, w latach 1497–1501 jego syn Jan Oldenburg i ostatni raz w latach 1520–1521 Chrystian II Oldenburg.
Chrystian II (w Szwecji znany jako Chrystian Tyran) w 1520 zorganizował rzeź Sztokholmu, w której wymordowano około stu osób, głównie przeciwników króla, mimo jego obietnicy amnestii. W związku z tym w 1521 doszło do kolejnego buntu Szwedów.
Gustaw Waza na początku 1521 stanął na czele powstania przeciw Duńczykom, którego głównymi siłami byli chłopi i górnicy z regionu Dalarna. Jeszcze w tym samym roku powstańcy odnieśli zwycięstwo w bitwie pod Västerås, a Gustaw Waza został wybrany na regenta Szwecji. 6 czerwca 1523 zgromadzenie stanów, zwołane w Strängnäs, ogłosiło Gustawa Wazę królem – ostatecznie zerwano unię kalmarską z Danią i Norwegią.
Sama idea unii odżyła jeszcze raz w XVII wieku. Podczas II wojny północnej król Szwecji Karol X Gustaw zerwał pokój w Roskilde i najechał Danię z Norwegią w 1659 w imię zjednoczenia całej Skandynawii. Jego śmierć w 1660 i pomoc Holandii, Brandenburgii-Prus i Rzeczypospolitej uniemożliwiły realizację tego planu.